# Karl Johann Heinrich Hübbe
Karl Johann Heinrich Hübbe (auch Karl Hübbe oder Carl Johann Heinrich Hübbe; * 12. Dezember 1764 in Hamburg; † 26. Februar 1830 ebenda) war ein deutscher lutherischer Geistlicher und Schriftsteller.

## Leben
Hübbe ging zunächst auf die Gelehrtenschule des Johanneums und ab 1781 auf das dortige Akademische Gymnasium. 1782 nahm er das Studium der Theologie an der Universität Helmstedt auf. Am 31. Oktober 1785 wurde er unter die Predigeramtskandidaten in Hamburg aufgenommen. Da es zu dieser Zeit sehr viele Predigeramtskandidaten in Hamburg gab, ging er zunächst nach Mecklenburg, um dort als Hauslehrer tätig zu sein. Nach Hamburg zurückgekehrt gab er mit mehreren Freunden, darunter Johann Otto Thieß, 1788 die Hamburger Literaturzeitung heraus, von der 23 Hefte erscheinen.
Hübbe wurde 1791 Katechet am Hamburger Waisenhaus. Im Oktober 1801 erhielt er eine Predigerstelle an der Dreieinigkeitskirche in Allermöhe. Aufgrund seiner guten Sprachkenntnisse im Französischen machte er sich in der Zeit der Belagerung Hamburgs verdient. Nach der Befreiung der Stadt wurde er im September 1815 Schulinspektor und Prediger am Waisenhaus. Dort gründete er außerdem ein Schullehrerseminar. Er starb an einem Schlaganfall im Amt.
Hübbe war ab 1792 Mitglied der Patriotischen Gesellschaft. Von ihr erhielt er 1793, aufgrund der Beantwortung der Preisfrage Welches sind die hauptsächlichsten Quellen von dem Sitten-Verderben der Bedienten beiderlei Geschlechts? und wie kann demselben zu ihrem eignen sowohl, als der Herrschaften Besten, ohne gesetzlichen Zwang gewehrt werden?, die goldene Ehrenmünze. Er wurde außerdem Bibliothekar, der zu dieser Zeit als bedeutend geltenden Bibliothek der Gesellschaft. Letzteres Amt hatte er bis zu seinem Lebensende inne.
Hübbe galt als guter Kanzelredner, als geradlinig und freimütig. Er hat unter anderem im Allgemeinen Anzeiger der Deutschen, im Braunschweigischen Magazin sowie im  Journal Hamburg und Altona veröffentlicht.

## Schriften (Auswahl)
- Über die Aufhebung alles Land- u. Seehandels mit Frankreich u. über die daraus für die übrigen Staaten, besonders Deutschland, entspringende sehr heilsame Folgen, Treber, Hamburg 1794.
- Charles-François Dumouriez: Denkwürdigkeiten des Generals Dumouriez, von ihm selbst geschrieben. Aus dem Französischen, 2 Bände, Frankfurt und Leipzig 1794.
- Charles-François Dumouriez: Das Leben des Generals Dümouriez, 3 Bände, Übersetzung aus dem Französischen, Hoffmann, Hamburg 1795.
- Charles-François Dumouriez: Sendschreiben des Generals Dümouriez an den Uebersetzer seiner Lebensbeschreibung : Eine Fortsetzung der politischen Uebersicht des künftigen Schiksals von Frankreich, Übersetzung aus dem Französischen, Hoffmann, Hamburg 1795.
- mit Christoffer Suhr: Der Ausruf in Hamburg vorgestellt in Ein hundert und Zwanzig Colorirten Blättern, Hamburg 1808 (Neudruck Heymann und Kötz, Hamburg 1979).
- Ansichten der freien Hansestadt Hamburg und ihrer Umgebungen, 2 Bände, Wilmans, Frankfurt am Main 1824–1828.